# Apamea separans
Apamea separans là một loài bướm đêm trong họ Noctuidae.